# Вила-Нова-дус-Мартириус
Вила-Нова-дус-Мартириус (порт. Vila Nova dos Martírios) — муниципалитет в Бразилии, входит в штат Мараньян. Составная часть мезорегиона Запад штата Мараньян. Входит в экономико-статистический микрорегион Императрис. Население составляет 11 258 человек на 2010 год. Занимает площадь 1188,781 км². Плотность населения — 9,47 чел./км².

## Демография
Согласно сведениям, собранным в ходе переписи 2010 г. Национальным институтом географии и статистики (IBGE), население муниципалитета составляет:
| Полное население                               | Полное население                               | Полное население                               | Полное население                               | 11 258 |
| ---------------------------------------------- | ---------------------------------------------- | ---------------------------------------------- | ---------------------------------------------- | ------ |
| в том числе:                                   | Городское население                            | 6188                                           | Процент городского населения, %                | 54,97  |
|                                                | Сельское население                             | 5070                                           | Процент сельского населения, %                 | 45,03  |
|                                                | Мужское население                              | 5938                                           | Процент мужского населения, %                  | 52,74  |
|                                                | Женское население                              | 5320                                           | Процент женского населения, %                  | 47,26  |
| Плотность населения, чел/км²                   | Плотность населения, чел/км²                   | Плотность населения, чел/км²                   | Плотность населения, чел/км²                   | 9,47   |
| Население муниципалитета в % к населению штата | Население муниципалитета в % к населению штата | Население муниципалитета в % к населению штата | Население муниципалитета в % к населению штата | 0,17   |

По данным оценки 2016 года, население муниципалитета составляет 12 954 жителя.

## Статистика
- Валовой внутренний продукт на 2003 год составляет 19 002 547,00 реалов (данные: Бразильский институт географии и статистики).
- Валовой внутренний продукт на душу населения на 2003 год составляет 2674,53 реала (данные: Бразильский институт географии и статистики).
- Индекс развития человеческого потенциала на 2000 год составляет 0,594 (данные: Программа развития ООН).